# ۴٬۴'-دی‌هیدروکسی‌بنزوفنون
۴،۴'-دی‌هیدروکسی‌بنزوفنون (به انگلیسی: 4,4'-Dihydroxybenzophenone) با فرمول شیمیایی C۱۳H۱۰O۳ یک ترکیب شیمیایی است. که جرم مولی آن ۲۱۴٫۲۲ g/mol می‌باشد. شکل ظاهری این ترکیب، جامد زرد است.